# Widdringtonia nodiflora
Widdringtonia nodiflora là một loài thực vật hạt trần trong họ Cupressaceae. Loài này được L. E.Powrie mô tả khoa học đầu tiên năm 1972.